# Loboparius immarginatus
Loboparius immarginatus är en skalbaggsart. Loboparius immarginatus ingår i släktet Loboparius och familjen Aphodiidae. Inga underarter finns listade i Catalogue of Life.